# Jardins Lower Barrakka

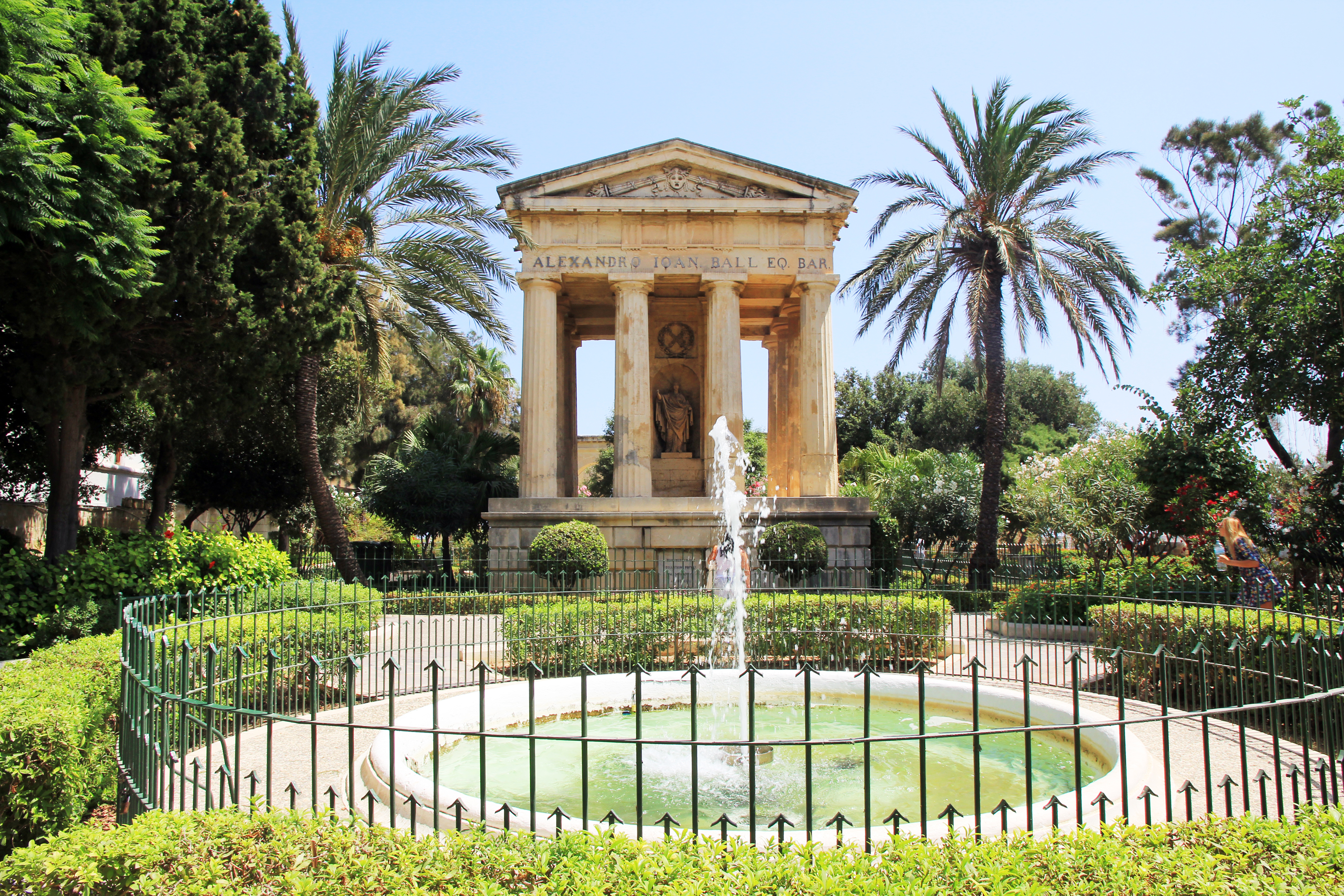
, en 2014.

Les jardins Lower Barrakka (en maltais : Il-Barrakka t'Isfel) sont des jardins à La Valette, à Malte, et ils sont jumelés avec les jardins Upper Barrakka dans la même ville. Ils offrent une vue sur le Grand Harbour.